# Wołodymyr Manżełej
Wołodymyr Iwanowycz Manżełej, ukr. Володимир Іванович Манжелей, ros. Владимир Иванович Манжелей, Władimir Iwanowicz Manżielej (ur. 7 listopada 1945, Ukraińska SRR) – ukraiński piłkarz, grający na pozycji obrońcy, trener piłkarski.

## Kariera piłkarska
W 1964 rozpoczął karierę piłkarską w drużynie Prometej Dnieprodzierżyńsk. W 1979 zakończył karierę piłkarza w Metałurhu Dnieprodzierżyńsk.

## Kariera trenerska
Karierę szkoleniowca rozpoczął po zakończeniu kariery piłkarza. W latach 1983–1984 pomagał trenować Metałurh Dnieprodzierżyńsk, a w 1985 stał na czele dnieprodzierżyńskego klubu. Potem przez wiele lat szkolił dzieci w Szkole Sportowej.